# Xiao Luxi
Xiao Luxi (* 19. Juli 1982) ist eine singapurische Badmintonspielerin. 

## Karriere
Xiao Luxi gewann 2002 die Hong Kong Open im Damendoppel mit Liu Zhen. Bei der Asienmeisterschaft 2002 gewann sie Bronze im Dameneinzel. Ein Jahr später holte sie auch Bronze bei den Südostasienspielen.

## Sportliche Erfolge
| Saison | Veranstaltung      | Disziplin   | Platz | Name                     |
| ------ | ------------------ | ----------- | ----- | ------------------------ |
| 2001   | Hong Kong Open     | Damendoppel | 1     | Liu Zhen / Xiao Luxi     |
| 2001   | Thailand Open      | Dameneinzel | 5     | Xiao Luxi                |
| 2002   | Asienmeisterschaft | Dameneinzel | 3     | Xiao Luxi                |
| 2003   | Südostasienspiele  | Damendoppel | 3     | Jiang Yanmei / Xiao Luxi |
| 2003   | Thailand Open      | Dameneinzel | 5     | Xiao Luxi                |